# Isla Paraíso (Venezuela)
La Isla Paraíso o  más formalmente Residencias & Yacht Club Isla Paraíso, es un complejo habitacional ubicado sobre una isla artificial, en el municipio Juan Antonio Sotillo, Puerto La Cruz, Estado Anzoátegui en el noroeste del país sudamericano de Venezuela.
Es considerado uno de los conjuntos residenciales más modernos y completos de América Latina. Se trata de un diseño realizado por el arquitecto venezolano Andrés Hausmann. La isla tiene forma circular y una superficie estimada en 11.300 m² (1,13 hectáreas o 0,01 kilómetros cuadrados), a apenas 600 metros de distancia de la costa venezolana en el Mar Caribe.

## Servicios
Fundado 1999. Este conjunto residencial cuenta con:
- 90 apartamentos dúplex.
- Puerto deportivo de lujo con servicios directos de televisión y del teléfono para yates de hasta 90.
- 3 piscinas.
- 2 jacuzzi.
- Gimnasio.
- Sala de baile.
- Sala de juegos.
- Parque infantil.
- Campo de golf.
- Servicio de aparcacoches.
- Servicio de lavandería.
- Servicio de limpieza opcional.
- Apartamentos de sala de 2 a 4 dormitorios + de empleada.
- Los apartamentos cuentan con poggen pohl, cocinas totalmente cargadas.
- Estacionamiento cubierto y trastero .